# Fran Sol
Fran Sol (ur. 13 marca 1992 w Madrycie) – hiszpański piłkarz, grający na pozycji napastnika.

## Kariera piłkarska

### Kariera klubowa
Wychowanek klubów AV Vicálvaro, Rayo Vallecano oraz Realu Madryt. W 2010 rozpoczął karierę piłkarską w barwach trzeciej drużyny Realu. W sezonie 2012/13 został wypożyczony do CD Lugo. Potem od stycznia do końca 2013 grał na zasadach w Realu Oviedo. 2 lipca 2014 przeszedł do Villarrealu CF. 25 czerwca 2016 podpisał kontrakt z holenderskim Willem II. 16 stycznia 2019 został piłkarzem Dynama Kijów.